# Ролон Сильверо, Исмаэль Блас
Исмаэль Блас Ролон Сильверо (исп. Ismael Blas Rolón Silvero SDB, 24 января 1914 года, Каасапа, Парагвай — 8 июня 2010 года, Асунсьон, Парагвай) — католический прелат, первый епископ Каакупе с 29 марта 1967 года по 16 июня 1970 год, архиепископ Асунсьона с 16 июня 1970 года по 20 мая 1989 год. Член монашеской конгрегации салезианцев.

## Биография
Родился 24 января 1914 года в городе Каасапа. 23 ноября 1941 года был рукоположен в священника в монашеской конгрегации салезианцев.
2 августа 1960 года Римский папа Иоанн XXIII назначил Исмаэля Бласа Ролона Сильверо прелатом территориальной прелатуры Каакупе. 20 октября 1965 года был назначен титулярным епископом Фурнос-Майора. 23 января 1966 года состоялось рукоположение в епископа, которое совершил архиепископ Асунсьона Хуан Хосе Анибаль Мена Порта в сослужении с титулярным епископом Сергентцы Эмилио Сосой Гаоной и титулярным епископом Билты Витторе Уго Риги.
Участвовал в работе Второго Ватиканского Собора.
29 марта 1967 года Римский папа Павел VI назначил его епископом Каакупе и 16 июня 1970 года — архиепископом Асунсьона.
С 1985 года по 1989 год был председателем Конференции католических епископов Парагвая. Выступал как активный противник стронистской диктатуры. В 1971 году отлучил от церкви министра внутренних дел стресснеровского режима Сабино Монтанаро.
20 мая 1989 года подал в отставку. Скончался 8 июня 2010 года в Парагвае.